# لاخن (بایرن)
لاخن (به آلمانی: Lachen) یک شهر در آلمان است که در اونترالگوی واقع شده‌است. لاخن ۱٬۴۱۱ نفر جمعیت دارد.